# Jean Zerbo

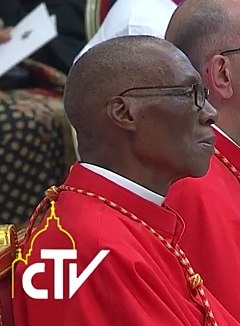
Jean Zerbo (2017)

Jean kardinál Zerbo (27. prosince 1943 Ségou) je malijský římskokatolický kněz, arcibiskup Bamaky, kardinál.
Kněžské svěcení přijal 10. července 1971, inkardinovaný byl do diecéze Ségou. Dne 21. června 1988 byl jmenován pomocným biskupem arcidiecéze Bamako, biskupské svěcení mu udělil 20. listopadu téhož roku kardinál Jozef Tomko. O šest let později, 19. prosince 1994 se stal ordinářem diecéze Mopti. Dne 27. června 1998 ho papež Jan Pavel II. jmenoval arcibiskupem metropolitou v arcidiecézi Bamako.

## Kardinálská kreace
Jeho jmenování kardinálem oznámil papež František 21. května 2017, odznaky své hodnosti převzal během veřejné konzistoře 28. června téhož roku. Jde o prvního kardinála z Mali.